# Chuburkhindji
Chuburkhindji (Chuburkhinji; tiếng Gruzia: ჭუბურხინჯი, tiếng Abkhaz: Хьацҳа hoặc Ҷубурхьынџь) (có tên là Tzalamukhi [წალამუხი] cho đến năm 1957) là một làng thuộc huyện Gali của Abkhazia, Gruzia. Giống như hầu hết trong toàn huyện, dân số của ngôi làng hầu hết là người Gruzia.

## Lịch sử
Ngôi làng là nơi diễn ra các cuộc họp bốn bên thường xuyên (Gruzia-Abkhazia-lực lượng gìn giữ hòa bình của CIS-UNOMIG) được gọi một cách không chính thức là "các phiên họp Chuburkhinji". Các cuộc họp đã bị phía Abkhaz đình chỉ kể từ tháng 11 năm 2006.
Vào ngày 24 tháng 5 năm 2012, một khu định cư đã được mở tại Chuburkhinji cho gia đình của lính biên phòng Nga.